# Predestinação
Predestinação (do termo latino praedestinatione) é uma destinação antecipada à salvação, a grandes feitos etc. Em teologia especificamente, é a doutrina segundo a qual todos os eventos têm sido determinados por Deus. Já João Calvino interpretou a predestinação bíblica com o significado de que Deus quer a condenação eterna para algumas pessoas e a salvação para outras. Além disso a Predestinação é uma teoria onde cada pessoa tem seu destino desde o nascimento, ou seja, cada pessoa tem seu caminho trilhado por Deus antes de nascer. A predestinação é considerada um dogma do hipercalvinismo .

## Conceito
A predestinação divina, comum no monoteísmo, é, no cristianismo, relacionada à onisciência de Deus, que sabe, previamente, tudo o que vai acontecer no que se refere à salvação de uns e à condenação de outros, sendo um tema dos ensinamentos de Agostinho de Hipona e de João Calvino. Para santo Agostinho, a salvação não dependeria dos próprios seres humanos, mas sim de uma intervenção divina, da graça divina, algo que seria absolutamente necessário para a salvação. Dessa maneira, pode-se dizer que os "condenados" são, nalguma medida, escolhidos por Deus, ou melhor, os "não escolhidos". Os cristãos entendem a doutrina da predestinação como a salvação que Deus planejou para os homens. Os escolhidos não possuiriam a opção de aceitar ou não a Cristo, pois Deus há de incliná-los de alguma forma, seja pelo amor ou pela dor.

### Predestinação Absoluta de João Calvino
A doutrina da predestinação está particularmente associada ao calvinismo. A teologia da predestinação de Calvino ensina que a predestinação de Deus é fruto de sua onisciência, como presciência, a qual Ele rege de acordo com a Sua vontade e absoluta soberania, em relação às pessoas e acontecimentos. E, numa forma insondável, por muitas vezes não compreensível ao entendimento do ser humano, Deus age continuamente com liberdade total, de forma a realizar a sua vontade de forma completa.
Por outras palavras, o calvinismo baseia a sua doutrina da predestinação na perspectiva de que Deus predestina prévia e absolutamente a humanidade, escolhendo, entre os homens, aqueles que irão salvar-se e aqueles que vão ser condenados. Esta doutrina tira, ao Homem, qualquer possibilidade de rejeitar ou aceitar livremente a graça divina.

### No Catolicismo e Protestantismo[3]
Na doutrina católica, a predestinação, além da perspectiva de Deus, baseia-se também na perspectiva de que o homem, sendo criado livre por Deus, tem a capacidade de aceitar ou rejeitar a graça divina da salvação. Logo, a graça divina e o livre-arbítrio humano estabelecem, entre si, uma relação de colaboração indissociável. Apesar de a vontade divina de salvar toda a humanidade através do mistério pascal de Jesus, o homem pode livremente recusar a salvação e a santidade oferecidas por Deus.
Sobre a onisciência divina, que assume um papel importante na predestinação, Eusébio Pânfilo, um Pai da Igreja, afirmou que: 

O conhecimento prévio dos eventos não é a causa de que tenham ocorrido. As coisas não ocorrem [somente] porque Deus sabe. Quando as coisas estão para ocorrer, Deus o sabe.
 Logo, Deus, apesar de saber previamente os acontecimentos futuros, dá, ao Homem, a possibilidade de modificá-los e de criar uma nova versão do próprio futuro.